# Stanisław Perko
Stanisław Perko (ur. 29 kwietnia 1894 w Warszawie, zm. 10 października 1959 w Piastowie) – pułkownik saperów Wojska Polskiego, kawaler Orderu Virtuti Militari.

## Życiorys
Stanisław Perko urodził się 29 kwietnia 1894 w Warszawie w rodzinie Ignacego i Marii z d. Celińskiej. Uczęszczał do Szkoły Przemysłowo-Technicznej w Warszawie, którą ukończył w 1914. Po wybuchu I wojny światowej został powołany do armii rosyjskiej. W latach 1915–1917 walczył w Prusach Wschodnich, pod Dyneburgiem i Mołodecznem. Służył w 11 kompanii samochodowej (1914–1915). W latach 1915–1916 był słuchaczem Oficerskiej Szkoły Inżynierii w Petersburgu. Następnie został dowódcą plutonu w 39 pułku saperów.
W 1917 został przyjęty do I Korpusu Polskiego w Rosji i przydzielony do 1 pułku inżynieryjnego na stanowisko dowódcy plutonu. 12 czerwca 1918 dowódca korpusu, generał porucznik Józef Dowbor-Muśnicki mianował go porucznikiem ze starszeństwem z dniem 1 listopada 1917. Po rozwiązaniu Korpusu powrócił do Polski.
6 listopada 1918 został przyjęty do Wojska Polskiego w stopniu podporucznika ze starszeństwem z dniem 1 lutego 1916. 20 listopada 1918 Naczelny Wódz Józef Piłsudski zatwierdził go w stopniu porucznika. Podczas wojny polsko-bolszewickiej zajmował stanowiska kierownika fortyfikacji w Szefostwie Inżynierii i Saperów Frontu Litewsko-Białoruskiego, pełniącego obowiązki dowódcy 3 batalionu saperów, zastępcy szefa Inżynierii i Saperów 2 Armii, dowódcy kompanii w XVI batalionie saperów oraz p.o. dowódcy 2 batalionu saperów. Walczył na froncie litewsko-białoruskim, na Łotwie, na froncie północno-wschodnim, w 4 i 2 Armii.
Po zakończeniu działań wojennych został dowódcą kompanii w 2 Batalionie Saperów. W latach 1921–1923 dowodził VII batalionem w 4 pułku saperów w Sandomierzu. 3 maja 1922 został zweryfikowany w stopniu kapitana ze starszeństwem z dniem 1 czerwca 1919. W lipcu 1923, po ukończeniu kursu doszkolenia oficerów saperów, powierzono mu pełnienie obowiązków dowódcy VI batalionu w składzie 5 pułku saperów w Krakowie. W latach 1926–1929 był najpierw dowódcą 1 kompanii szkolnej podchorążych rezerwy, a następnie komendantem Szkoły Podchorążych Rezerwy Saperów, która ówcześnie znajdowała się w strukturze batalionu szkolnego saperów w Twierdzy Modlin. W sierpniu 1929 został dowódcą batalionu podchorążych rezerwy w Centrum Wyszkolenia Saperów w Modlinie. 20 września 1930 roku otrzymał przeniesienie do 7 batalionu saperów w Poznaniu na stanowisko zastępcy dowódcy batalionu.
W latach 1930–1931, w czasopismach, ukazywały się artykuły na temat „procesu brzeskiego”, w którym jakoby miał uczestniczyć ze strony rządowej (przesłuchiwać, dręczyć więźniów) mjr Stanisław Perko, lecz z dokumentów i publikacji obecnie dostępnych wynika jasno, że pod tym nazwiskiem występował major dyplomowany Tadeusz Wasilewski, który w latach 1930–1931 pełnił służbę w obozie dla więźniów politycznych w Brześciu nad Bugiem.
Z dniem 1 kwietnia 1931 został wyznaczony na stanowisko zastępcy dowódcy 4 batalionu saperów w Przemyślu. Z dniem 2 listopada 1931 został powołany na sześciomiesięczny kurs taktyczny dla oficerów sztabowych saperów przy Wyższej Szkole Wojennej w Warszawie. 28 czerwca został wyznaczony na stanowisko zastępcy dowódcy 8 batalionu saperów w Toruniu, a z dniem 1 marca 1936 na stanowisko dowódcy tej jednostki. W marcu 1939 pozostawał w rezerwie personalnej oficerów przy Inspektorze Saperów na stanowisku kierownika budowy.
W czasie kampanii wrześniowej 1939 walczył jako szef saperów Grupy Fortecznej Obszaru Warownego „Śląsk” w rejonie Krakowa-Tarnowa-Rozwadowa i na przedmościu rumuńskim. Przedostał się do Francji, gdzie 1 grudnia 1939 został szefem saperów w Centrum Wyszkolenia Piechoty. 25 czerwca 1940, po ewakuacji do Wielkiej Brytanii, objął funkcję szefa saperów 1 Brygady Strzelców. Od 1 stycznia 1941 czasowo pełni obowiązki dowódcy saperów w 3 Kadrowej Brygadzie Strzelców. 1 maja 1941 ponownie został szefem saperów w Centrum Wyszkolenia Piechoty. Od 1 października 1944 do 1 maja 1945 był dowódcą saperów 3 Dywizji Strzelców Karpackich. Na tym stanowisku wziął udział w bitwie o Bolonię. W okresie 15 września do 20 grudnia 1945 był komendantem obozu repatriacyjnego. 20 stycznia 1946 powrócił do Polski.
Po powrocie do kraju został przyjęty do Wojska Polskiego i 1 marca 1946 wyznaczony na stanowisko zastępcy dowódcy 4 Pułku Saperów. Od 1 września 1946 do 31 lipca 1948 dowodził 5 pułkiem saperów w Szczecinie. Zasłużył się w akcji rozminowywania kraju. 31 lipca 1948, na wniosek szefa Wydziału Inżynieryjno-Saperskiego Dowództwa Okręgu Wojskowego Nr II, został zwolniony z wojska z powodu wrogiego stosunku do ZSRR. Zmarł 10 października 1959 w Warszawie-Piastowie. Pochowany na cmentarzu w Gołąbkach.

## Awanse
- szeregowy – 11 grudzień 1914
- podchorąży – 1 listopada 1915
- podporucznik – ze starszeństwem z dniem 1 lutego 1916[23]
- porucznik – 12 czerwca 1918 ze starszeństwem z dniem 1 listopada 1917, zatwierdzony 19 stycznia 1921 ze starszeństwem z dniem 1 kwietnia 1920, „w inżynierii i saperach, w grupie byłych Korpusów Wschodnich i byłej armii rosyjskiej”[24][25]
- kapitan – 3 maja 1922 zweryfikowany ze starszeństwem z dniem 1 czerwca 1919 i 44. lokatą w korpusie oficerów inżynierii i saperów[26]
- major – 3 maja 1926 ze starszeństwem z dniem 1 lipca 1925 i 9. lokatą w korpusie oficerów inżynierii i saperów[27]
- podpułkownik – ze starszeństwem z 19 marca 1937 i 3. lokatą w korpusie oficerów saperów, grupa liniowa[28]
- pułkownik – 11 października 1946[29]

## Ordery i odznaczenia
- Krzyż Srebrny Orderu Wojskowego Virtuti Militari nr 6828 (10 maja 1922)[30]
- Krzyż Walecznych (trzykrotnie[31]: po raz I 23 kwietnia 1921 (nadany przez dowódcę 4 Armii), po raz II i III 13 lipca 1921 (nadany przez dowódcę 2 Armii)
- Złoty Krzyż Zasługi (19 marca 1937)[32][33]
- Medal Niepodległości (5 sierpnia 1937)[34]
- Medal Pamiątkowy za Wojnę 1918–1921
- Medal Dziesięciolecia Odzyskanej Niepodległości
- Medal Zwycięstwa i Wolności (9 maja 1946)[35]
- Amarantowa wstęga I Korpusu Polskiego na Wschodzie[36]
- Odznaka pamiątkowa 1 Korpusu Polskiego w Rosji
- Odznaka Grunwaldzka (28 czerwca 1946)[37]
- Medal Zwycięstwa („Médaille Interalliée”)[38]

## Opinie
Ppłk. Perko objął z początku w czerwcu 1933 r. dowództwo 8 bsap w zastępstwie, a w grudniu 1936 r. został wyznaczony definitywnie
na dowódce tego baonu. Trudna i najeżona przeszkodami była droga obrana przez ppłk Perko – lecz innej drogi nie było dla tego twardego i prostolinijnego żołnierza – sapera. Toteż zwalczać musiał nieustępliwie to wszystko, co przeciwko niemu stanęło, w szczególności zastarzałe nawyki „folwarczne”. W twardej pracy łamania przeszkód wykazał ppłk Perko niezłomny charakter i nieugiętą wolę, które pozwoliły mu osiągnąć bardzo dobre rezultaty. Odchodzącemu ppłk Perko dziękuję w Imieniu służby za wykazane wielkie żołnierskie zalety i za bardzo dobre wyniki dowodzenia 8 bsap i życzę Mu na nowym wyższym i odpowiedzialnym stanowisku żołnierskiego szczęścia i pewnego „saperskiego” powodzenia.